# Chiesa di Sant'Andrea (Capriasca)
La chiesa di Sant'Andrea è un edificio religioso tardogotico che si trova a Campestro, nel territorio di Capriasca.

## Storia
La prima menzione della chiesa risale al 1375. Nel XVI secolo l'edificio subì un ampliamento. Nello stesso secolo furono realizzati i bassorilievi rinascimentali sul portale e le volte. Un restauro risale al 1966.